# Physalis acutifolia
Espèce
Statut de conservation UICN

 LC  : Préoccupation mineure
Physalis acutifolia est une espèce de plantes à fleur de la famille des Solanaceae.

## Description
Il s'agit d'une herbe annuelle produisant une tige ramifiée pouvant atteindre un mètre de haut. Les feuilles, en forme de lance ou ovales, mesurent jusqu'à 12 cm de long et leurs bords sont bordés de dents lisses et peu profondes. L'herbe est recouverte d'une fine couche de poils apposés à plat sur la surface. Les fleurs qui poussent à l'aisselle des feuilles sont rondes et plates et mesurent parfois plus de 2 cm de large. Elles sont blanches à jaune pâle avec un large centre jaune vif. Les cinq étamines sont chacune munies d'une anthère d'environ 3 mm de long. Le calice étoilé de sépales à la base de la fleur s'élargit au fur et à mesure que le fruit se développe, devenant une structure gonflée et côtelée en forme de lanterne d'environ 2 cm de long qui contient une baie.

## Répartition et habitat
Physalis acutifolia est originaire du sud-ouest des États-Unis, de la Californie au Texas, et du nord du Mexique, où on la trouve dans de nombreux types d'habitats, y compris les zones perturbées. Elle est considérée comme une mauvaise herbe lorsqu'elle pousse dans les champs de cultures agricoles, mais elle ce n'est pas le cas quand elle pousse dans la nature.

## Systématique
Le nom correct complet (avec auteur) de ce taxon est Physalis acutifolia (Miers) Sandwith (d).
L'espèce a été initialement classée dans le genre Saracha sous le basionyme Saracha acutifolia Miers.
Ce taxon porte en anglais les noms vernaculaires ou normalisés suivants : Wright's ground-cherry.
Physalis acutifolia a pour synonymes :
- Physalis dentata Pav.
- Physalis dentata Pav. ex Dunal
- Physalis wrightii A.Gray
- Saracha acutifolia Miers
- Witheringia acutifolia (Miers) Miers